# Мегаизвержение Флегрейских полей
Кампанское игнимбритовое извержение (англ. CI или CI Super-eruption) — мощное вулканическое извержение, произошедшее ок. 40 тыс. лет назад (39280±110 л. н.) в Кампанье. По геологическим меркам почти совпало по времени с извержениями стратовулканов Казбек на Кавказе и Святая Анна в Южных Карпатах. По версии сейсмологов и палеоклиматологов, стало одной из причин «вулканической зимы» и вымирания неандертальцев. Это сильнейшее в Европе извержение за последние 200 тысяч лет.
Флегрейские поля — крупный вулканический район, расположенный к северо-западу от Неаполя (Италия) на берегу залива Поццуоли (итал. Golfo di Pozzuoli), ограниченного с запада мысом Мизено (итал. Capo Miseno), а с востока — мысом Позиллипо (итал. Capo Posillipo) и в свою очередь являющегося северной бухтой Неаполитанского залива. Сюда же относится и прибрежная полоса Тирренского моря у Кум, а также острова Низида, Прочида, Вивара и Искья. Поля занимают площадь ориентировочно 10 × 10 км.
Мегаизвержение состояло из двух фаз — плинианского и ко-игнимбритного. По шкале вулканической активности извержение Флегрейских полей имело 7 баллов из 8 возможных. В результате первой фазы выбросы твёрдых частиц составили 50 км³. Во время последующей фазы в атмосферу было выброшено более 450 км³. Общий объём частиц превысил 500 км³. Над Европой увеличилось количество серы, она поглощала и рассеивала солнечный свет. Температура упала на 5 — 10 градусов Цельсия. Вулканические выбросы, постепенно оседая, оставили после себя след из пород, который в форме клина протянулся от Южной Италии на северо-восток до Южного Урала. Слоем пепла было покрыто более 1,1 млн км². Затронутыми оказались в том числе Причерноморье и Каспийское море. От Южной Италии до Румынии слой пепла составлял 10 сантиметров.

Огромная мёртвая зона помешала миграциям анатомически современных людей в западном направлении, дав возможность популяции неандертальцев просуществовать в Европе ещё несколько тысяч лет после мегаизвержения Флегрейских полей. Вероятно, неандертальцы вымерли во время затяжной «вулканической зимы», вызванной тем, что в атмосферу поднялось большое количество выбросов из вулканов. Пепел вкупе с понижением температуры вызвал угнетение растительности. Последовали годы, когда не было даже умеренного летнего потепления. Растения полностью перестали расти; без солнечного света в достаточном количестве фотосинтез прекратился. Животные, которые смогли выжить после извержения, массово мигрировали с огромных пространств от Италии до Приуралья. 

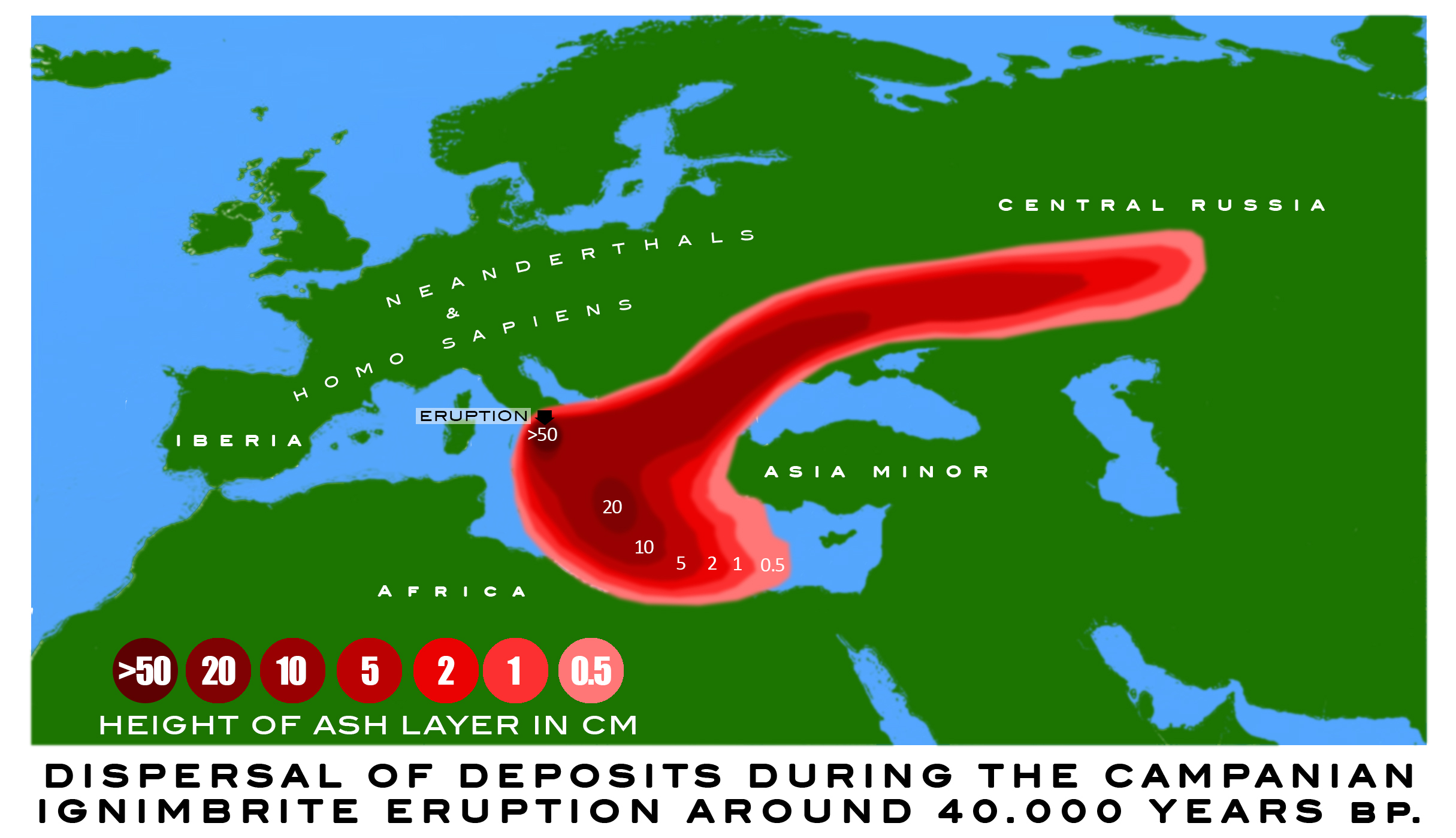
График рассеивания отложений во время Кампанского игнимбритового извержения

По одной из версий, выдвигавшейся антропологами, извержение могло стать либо главной, либо одной из главных причин вымирания неандертальцев. Начавшаяся вулканическая зима застала популяцию неандертальцев, находившуюся в Европе, в том положении, когда животные, на которых они охотились, ушли с больших площадей. Неандертальцы были ориентированы именно на потребление мяса, охоту, они не знали земледелия и не умели прокормить себя без наличия травоядных животных. Останки двух неандертальцев, обнаруженные в Мезмайской пещере, дали ряд ценных сведений. Они охотились на четыре вида бизонов. После второго цикла извержений повысилось содержание вредных веществ в почве и атмосфере, анализы костей показывают, что норма была превышена в несколько раз. Резко ухудшилась экологическая ситуация, пропали животные, в анализах отложений за этот период не присутствует пыльца растений.